# Nino Taranto
Nino Taranto, nome completo Antonio Eduardo Taranto (Napoli, 28 agosto 1907 – Napoli, 23 febbraio 1986), è stato un attore, comico e cantante italiano.

## Biografia

### Il teatro

Nino Taranto nel 1950

Antonio Eduardo Taranto, detto "Nino", nacque nel 1907, a Forcella, nel cuore di Napoli, figlio di un sarto, Raimondo (1880-1953), e di sua moglie, Maria Salomone (1890-1982). Aveva un fratello minore di nome  Carlo, che seguendo il suo esempio diventò anche lui attore. Esordì tredicenne al Teatro Centrale di Napoli, interpretando quelle che sarebbero diventate le sue specialità: la "canzone in giacca" drammatica e quella da "dicitore" in abito da sera, rivelando le straordinarie doti di caratterista che l'avrebbero reso, per oltre mezzo secolo, uno degli interpreti più amati dal pubblico italiano. Nel 1927 entrò nella compagnia di sceneggiate Cafiero-Fumo e nel 1928 si avvicinò con successo alla sceneggiatura; invitato in tournée negli Stati Uniti, ne tornò con "una pianola a nastro e mille dollari" impiegati per finanziare la sua prima compagnia di varietà, che durò solo quindici giorni e finì nel disastro totale.
Nel 1933 venne scoperto da Anna Fougez, che lo fece debuttare nella grande rivista, alla quale si sarebbe dedicato fino al secondo dopoguerra, accanto a Wanda Osiris e poi a Titina De Filippo, dando vita a straordinarie macchiette, tra le quali l'indimenticabile Ciccio Formaggio, ritagliato perfettamente su di lui dal duo Cioffi e Pisano: un ometto iellato, tradito e bistrattato dalla fidanzata, la quale per ennesimo gratuito dispetto gli sforbicia la tesa del cappello. Proprio quella paglietta tagliuzzata divenne uno dei simboli della sua comicità e ispirò alcuni fortunati spettacoli di rivista come Mazza, Pezza e Pizzo e Quagliarulo se ne va, oltre al popolare film Il barone Carlo Mazza di Guido Brignone (1948).
Si dedicò anche alla prosa costituendo una propria compagnia solo nel 1955 e mettendo in scena, oltre a farse e commedie leggere, i testi dell'amico e maestro Raffaele Viviani, di cui propose fra l'altro L'ultimo scugnizzo (1956) e Don Giacinto (1961), che valorizzarono al meglio la sua intensa espressività. Ha inoltre portato in scena opere teatrali del commediografo Samy Fayad, tra cui si ricordano "Un gran bene di consumo", "Lo spione della scala C", "Il Papocchio", "Il settimo si riposó", molte delle quali per la regia di Gennaro Magliulo. Negli ultimi anni sarebbe tornato con successo al teatro napoletano, soprattutto al fianco di Luisa Conte e del fratello  Carlo; suo nipote Corrado è anch'egli attore.

### Il cinema

Nino Taranto con Ugo D'Alessio e Totò in Totòtruffa '62 di Camillo Mastrocinque (1961)

Esordì al cinema nel 1938 con Nonna Felicita di Mattoli ma fu stabilmente attivo dal dopoguerra interpretando un centinaio di pellicole, a cominciare da I pompieri di Viggiù sempre di Mattoli (1949), strepitosa carrellata del teatro di rivista, e nello stesso anno Se fossi deputato, accanto a Marisa Merlini. Interprete versatile, ugualmente a suo agio con la paglietta tagliuzzata del macchiettista, con gli abiti dimessi dello sfortunato professore di Anni facili di Luigi Zampa (1953), per cui si aggiudicò un Nastro d'argento, con i ruoli brillanti di Accadde al commissariato di Giorgio Simonelli (1954), con la commedia di costume di Mariti in città di Luigi Comencini (1957) e con le calibrate prove drammatiche di Italia piccola di Mario Soldati (1957).
Egli riuscì però ad esprimere appieno la propria vis comica solo al fianco del grande Totò, di cui fu spalla affidabile e devota: dalla complicità di Totòtruffa 62 di Camillo Mastrocinque (1961) alla parodia di Totò contro Maciste (1962) di Fernando Cerchio, fino al travolgente Il monaco di Monza di Sergio Corbucci (1963). Dalla metà degli anni sessanta fino al 1973 (anno in cui girò il suo ultimo film), Taranto prese parte, come caratterista d'eccezione, a ben diciannove musicarelli, al fianco di nomi importanti della musica leggera, come Adriano Celentano, Gianni Morandi, Bobby Solo, Gigliola Cinquetti, Caterina Caselli e Albano Carrisi.

### La radio
Nino Taranto fu anche uno dei comici in assoluto più presenti alla radio, dove accentuò, più che l'eleganza che lo contraddistingueva sul palcoscenico, la voce duttile e la gioiosa caratterizzazione napoletana. Negli anni cinquanta partecipò a molti dei più popolari varietà radiofonici del momento (Rosso e nero, 1951; Chicchirichì, 1953; L'occhio magico, 1954; Fermo posta, 1956) e condusse Il fiore all'occhiello (1958).
Interpretò inoltre numerose riviste imperniate sulle gag del "napoletano a New York", come La ninotarantella di Nelli e Mangini (1954, regia di Meloni), Biancaneve e i sette Nini di Verde (1955, diretta da Mantoni) e Chi sarà sarà ancora di Verde (1958, regia di Jurgens); oltre che riviste di tema vario, tra cui Caviale e lenticchie di Scarnicci e Tarabusi (1957), Tarantella di fuoco di Compagnone e Zefferi (1958) e la "fantascientifica" La bellissima époque di Dino Verde (1960), autore tra i più congeniali all'artista.

Nino Taranto nella trasmissione radiofonica Rosso e nero RAI 1956

Fu protagonista anche di varie commedie, fra cui Mettiamo le carte in tavola di Giuffré e Ghirelli (1956, regia di Mantoni), Bello di papà di Marotta e Randone (1960, allestita da Giandomenico Giagni) e L'imbroglione onesto del prediletto Viviani (1961, regia di Vittorio Viviani). Graditissimi al pubblico radiofonico, inoltre, i vari "one man show" che presentavano i suoi maggiori successi, da Mostra personale (1958, regia di Giagni) a Il mio spettacolo: Nino Taranto di Francesco Luzi (1961, regia di Marco Lami), a Paglietta a tre punte (1963).
Anche gli anni settanta  lo videro impegnato in un'intensa attività radiofonica: ospite fisso di molte edizioni del celebre programma Gran varietà, nel 1976 interpretò, per il ciclo Una commedia in trenta minuti, le pièce Piccolo caffè di Bernard, Il signor di Pourceaugnac di Molière e Socrate immaginario di Ferdinando Galiani, tutte dirette da Gennaro Magliulo. Nel 1977 fu tra i conduttori di Un altro giorno e presentò la rassegna di poeti e musicisti partenopei Pagine napoletane, mentre nel 1980 partecipò a La bella bionda di Imbriani (regia di Carlo Di Stefano) e nel 1981 tornò ai microfoni per presentare Lezione di farsa, itinerario radiofonico sulla fortuna e sfortuna della comicità plebea diretto da Magliulo.

### La canzone
Nel 1955 partecipa al Festival di Napoli con la canzone  'O ritratto 'e Nanninella. Ritornerà alla manifestazione nell'edizione del 1958, e al Festival di Napoli 1967, alternandosi tra il ruolo di cantante, autore e presentatore. Proprio all'edizione del 1967 vincerà il primo e il secondo premio con i brani  'O matusa e  'A prutesta. Avrebbe dovuto partecipare anche al Festival di Napoli 1971 ma la manifestazione fu annullata dalla Rai. Nel 1961 partecipa al Giugno della Canzone Napoletana. Ritornerà a una manifestazione canora napoletana nel 1973, alla Piedigrotta: Le nuove Canzoni di Napoli, dove sarà presentatore e cantante. Fu anche autore di canzoni. Tra i maggiori successi vi è il brano Lusingame, composto con il musicista Mario Festa e dedicato alla figlia Maria.

### La televisione

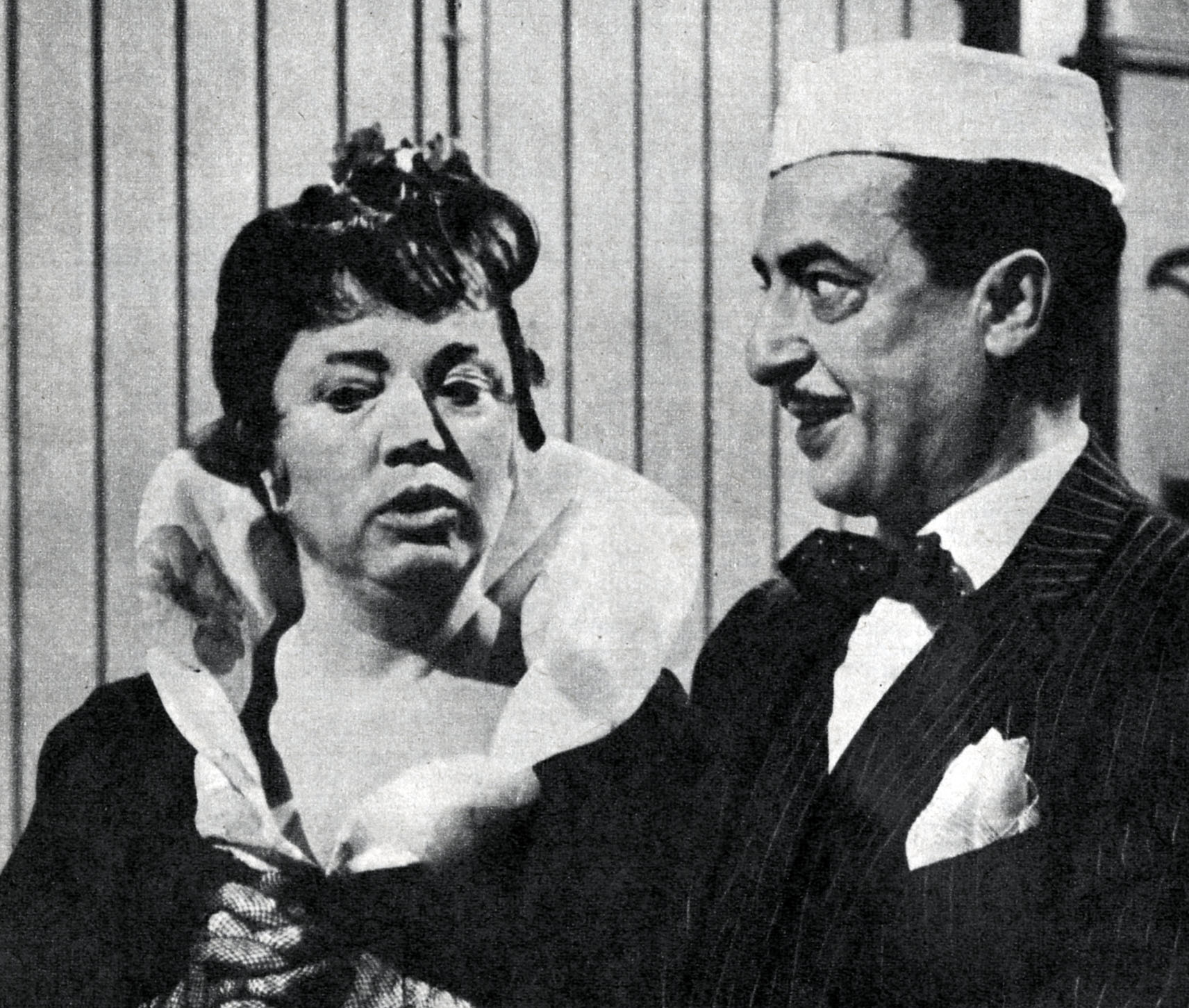
Con Anna Maestri in Agenzia matrimoniale RAI tv 1963

Negli anni sessanta accrebbe la sua popolarità con numerose partecipazioni televisive, come il varietà Lui e lei con Delia Scala (1956), seguito da Lui, lei e gli altri (1956), entrambi firmati da Marchesi e Metz, e l'edizione 1964-1965 di Canzonissima dal titolo Napoli contro tutti, ma senza abbandonare la radio. Nel 1962 condusse Il cronotrotter, mentre nel 1968 fu l'interprete della rubrica di canzoni e poesie napoletane Cinque rose per Nanninella. Grande successo ebbe la sua partecipazione al varietà televisivo Io, Agata e tu (1970), diretto da Romolo Siena, in cui affiancava con incontenibile verve il cantante Nino Ferrer e la giovane Raffaella Carrà; in questo programma ebbe modo di riportare al successo una canzone del suo repertorio macchiettistico, Agata. Sempre nel 1970, Taranto si mise in luce anche in un ruolo drammatico nello sceneggiato televisivo Le terre del Sacramento, dal romanzo di Francesco Jovine.
Nel 1974 fu ospite di una puntata del celebre varietà Milleluci, per la regia di Antonello Falqui, dove ripropose, insieme a Mina e Raffaella Carrà, le sue più famose macchiette. Nel giugno 1983, la Rai trasmise al sabato sera un ciclo di tre commedie dirette da Gaetano Di Maio, rappresentate al Teatro Sannazaro di Napoli, delle quali fu cointerprete insieme a Luisa Conte: 'A morte 'e Carnevale, Nu bambeniello e tre San Giuseppe, Arezzo 29. Negli anni successivi le repliche televisive sono state riproposte sia dalla stessa Rai, sia da emittenti private napoletane.
Nino Taranto partecipò anche ad alcune serie della rubrica pubblicitaria televisiva Carosello, pubblicizzando i formaggi "Il Milione alla panna" e l'"Invernizzina" della Invernizzi, dal 1958 al 1963 (nel 1959 e nel 1961 con Giacomo Furia e Ferruccio Amendola, nel 1960 con Dolores Palumbo; nel 1962 e 1963 con Carlo Taranto, Giacomo Furia e Maria Grazia Buccella).

### La morte e le commemorazioni
Nino Taranto morì nella sua casa a Napoli, la mattina del 23 febbraio del 1986, dopo una lunga malattia. Il funerale fu celebrato, dopo due giorni, nella chiesa di San Ferdinando, conosciuta anche come la Chiesa degli artisti, in piazza Trieste e Trento davanti a circa tremila persone, tra artisti, politici e semplici cittadini. Sulla bara la sua famosa paglietta bianca a tre punte del personaggio di Ciccio Formaggio; al termine della cerimonia, sul sagrato della chiesa, Mario Merola davanti alla bara intona Lusingame, scritta da Nino per un Festival di Napoli; il corteo funebre farà anche una breve sosta davanti al Teatro Sannazaro in via Chiaia dove aveva recitato fino all'aprile del 1985. Riposa nella cappella di famiglia nel cimitero del Pianto. In precedenza, tra la fine del 1984 e l'inizio del 1985, la Rai trasmise Taranto Story, monografia in quattro puntate dedicata all'attore, mentre nel 1993 la radio gli avrebbe dedicato La più bella paglietta di Napoli, trasmissione che ne ripercorreva i successi.
Il comune di Roma ha intitolato una strada a Nino Taranto, mentre la città di Napoli ha dato il suo nome ai giardini di via Aniello Falcone, che affacciano sulla sua casa al sottostante Parco Grifeo. A Napoli, inoltre, opera una Fondazione a suo nome, creata dai familiari per tenerne vivo il ricordo. Alla mostra Nino Taranto ha 100 anni, realizzata nel 2007 dal critico Giulio Baffi con catalogo (Edizioni Guida), ha fatto seguito nel 2012 il saggio biografico Nino Taranto. Vita straordinaria di un grande protagonista dello spettacolo italiano del Novecento, scritto dal giornalista e saggista Andrea Jelardi per le Edizioni Kairòs, in seconda edizione nel 2017 con prefazione di Gino Rivieccio che esordì nella sua compagnia. Nel 2014, inoltre, le edizioni Guida hanno pubblicato una sua biografia-romanzo scritta da Maria Letizia Loffreda Mancinelli mentre, ancora nel 2017, a 110 anni dalla nascita, con la collocazione di una statua gli sono stati intitolati i giardini pubblici di Lucrino, una frazione di Pozzuoli, dove l'attore trascorreva le vacanze. Il 10 dicembre 2024 è stata dedicata a Nino Taranto la scala accanto al Teatro Trianon Viviani, nel quartiere Pendino, di cui è direttore artistico Marisa Laurito.

## Discografia parziale

### 78 giri
- 1946 – Dove sta Zazà?/Chitarra accatarrata (Fonit, 12381)
- 1946 – Tutti vogliono Gagà/'A cchiu bbella scoperta! (Fonit, 12386)
- 1946 – Fortunato/Jammo Rosì (Fonit, 12383)
- 1947 – Alice/Brigida (Fonit, 12591)
- 1950 – Arcangelo Bottiglia/Fatte pittà!.. (Fonit, 13323)
- 1950 – L'onorevole Concetta/Il protettore del mezzogiorno (Fonit, 13324)
- 1950 – Ciccio Formaggio/Mazza pezzo e pizzo (Fonit, 13325)
- 1950 – Ma questo è mondo? (I parte)/Ma questo è mondo? (II parte) (Fonit, 13345)
- 1953 – Camilla/Sciò sciò (Fonit, 14105)
- 1953 – 'E ccummarelle/Oj llocco oj (Fonit, 14106)
- 1954 – La signora e don Giacomino/Il venditore di vesti americane, con Rosalia Maggio (Fonit, 14558)
- 1955 – 'A bonanema 'e ll'ammore/Schezzechiava (Fonit, 14945)

### 25 cm
- 1957 – Nino Taranto (Fonit, LP 224)

### 33 giri/CD
- 1956 – 'A Luciana (Edibi, SEB 4015)
- 1956 – Nino Taranto - Vol-2 (Fonit, FU-003), pubblicato in Venezuela
- 1956 – Nino Taranto - Vol. 4 (Fonit, FU-0012), pubblicato in Venezuela
- 1958 – Canzoni napoletane (Fonit, LP 269)
- 1964 – Nino Taranto - Scenette comiche (Fonit, LPQ 09009)
- 1964 – Nino Taranto - Vol. II (Fonit, LPQ 09010)
- 1968 – Nino Taranto - Poesie napoletane Vol. I (Fonit, LPQ 09049)
- 1968 – Nino Taranto - Poesie napoletane Vol. II (Fonit, LPQ 09050)
- 1969 – Nino Taranto - Scenette comiche Vol. III (Fonit, LPQ 09053)
- 1971 – Agata (Emidisc, 3 C 048-50469 M)
- 1973 – Ieri e oggi (Edibi, SEB 4003)
- 1977 – Poesie napoletane (Fonit, SFC 143)
- 1977 – Presente nella compilation Proibitissime (30 anni e più di canzoni censurate) con il brano Mammà chi è papà? Edizione esclusiva per Playboy (Studio 21)
- 1978 – Poesie napoletane 2 (Fonit, SFC 177)
- 1981 – Canti e voci di Napoli (Fonit Cetra, PL 541)
- 2007 – La Napoli di Nino Taranto (Fabbri Editori)
- 2007 – presente nella compilation 'A Cammesella: Una città che ride, con il brano Fatte fa' 'a foto (Fabbri Editori)

### EP
- 1958 – 'O palluncino/'O ccafè/Nun fa' ccchiù 'a frangese/Rosì tu sei l'amor! (Fonit, EP 4291)
- 1958 – Ciccio Formaggio/Lo sciuscià e l'Americana/Io, mammeta e tu/'O cucchiere e 'a miss americana (Fonit, EP. 4281)

### 45 giri
- 1954 – La signora e don Giacomino/Il venditore di vesti americane, con Rosalia Maggio (Fonit, SP 30681)
- 1958 – Lo sciuscià e l'americana/Il giornalaio e Concettina, con Rosalia Maggio (Fonit, SP. 30680)
- 1959 – Pepita/Anneso... che calypso (Fonit, SP 30608)
- 1959 – Il tifoso/Il professore (Fonit, SP 30685)
- 1959 – Sopra 'o filobus/Dal barbiere (Fonit, SP 30688)
- 1959 – Quadriglia napoletana/Cuscritto nnammurato (Fonit, SP. 30672)
- 1961 – Don Anselmo e Don Felice (parte I)/Don Anselmo e Don Felice (parte II) (Fonit, SP 30882)
- 1961 – 'O lione/'A fidanzata mia (Fonit, SP 30952)
- 1961 – Napule dinto e fora/Che vvuò? (Fonit, SP 30953)
- 1963 – Quagliarulo se ne va!/Come son nervoso (Columbia, SCMQ 1703)
- 1967 – 'A prutesta/'O matusa (Edibi, 11039)
- 1967 – Totonno 'e quagliarella/Testamento (Fonit, SPF 30671)
- 1967 – 'O pizzaiuolo/Turillo legittimo erede (Fonit, SPF 30686)
- 1967 – Ciccio formaggio/La caccavella (Fonit, SPF 30872)
- 1967 – Nel banco lotto/Giacomino a Lascia e raddoppia (Fonit, SPF 31067)
- 1967 – Dint'a stazione ferroviaria/Fora a sala 'e corse (Fonit, SPF 31068)
- 1967 – La famiglia Miserino/È impazzita mia moglie! (Fonit, SPF 31136)
- 1967 – Portacapuana (mercato del pesce)/Scrivetemi sta' lettera (Fonit, SPF 31156)
- 1968 – 'Na partita a scopa (parte I)/'Na partita a scopa (parte II) (Fonit, SPF 31204)
- 1968 – 'O capellone napulitano/Una notte agitata (Fonit, SPF 31206)
- 1968 – L'onorevole Raganelli/'O cumizio 'e ll'onorevole (Fonit, SPF 31222)
- 1968 – Ciccillo chelè/'E llampadine elettriche (Fonit, SPF 31223)
- 1968 – I due gemelli/Gennaro Esposito (Fonit, SPF 31224)
- 1968 – 'O miercurì d'a Madonna 'o Carmene/A San Francisco (Fonit, SPF 31231)
- 1968 – 'O munno è 'na palla/'O trapianto (Fonit, SPF 31235)
- 1973 – Carmè...là! (A scola 'e ll'ammore)/Che ghiurnata ch'è schiarata! (Edibi, 11095)

## Filmografia
- Vedi Napoli e poi muori, regia di Eugenio Perego (1924)
- Nonna Felicita, regia di Mario Mattoli (1938)
- L'ha fatto una signora, regia di Mario Mattoli (1938)
- Eravamo sette vedove, regia di Mario Mattoli (1939)
- La canzone rubata, regia di Max Neufeld (1940)
- Tutta la città canta, regia di Riccardo Freda (1943)
- Lo sciopero dei milioni, regia di Raffaello Matarazzo (1947)
- Dove sta Zazà?, regia di Giorgio Simonelli (1947)
- Il barone Carlo Mazza, regia di Guido Brignone (1948)
- Accidenti alla guerra!..., regia di Giorgio Simonelli (1948)
- Se fossi deputato, regia di Giorgio Simonelli (1949)
- La cintura di castità, regia di Camillo Mastrocinque (1949)
- I pompieri di Viggiù, regia di Mario Mattoli (1949)
- Botta e risposta, regia di Mario Soldati (1949)
- Libera uscita, regia di Duilio Coletti (1951)
- Tizio Caio Sempronio, regia di Marcello Marchesi, Vittorio Metz e Alberto Pozzetti (1951)
- Licenza premio, regia di Max Neufeld (1951)
- Fiorenzo, il terzo uomo, regia di Stefano Canzio (1951)
- Un ladro in paradiso, regia di Domenico Paolella (1951)
- È arrivato l'accordatore, regia di Duilio Coletti (1952)
- Anni facili, regia di Luigi Zampa (1953)
- Café Chantant, regia di Camillo Mastrocinque (1954)
- Milanesi a Napoli, regia di Enzo Di Gianni (1954)
- Accadde al commissariato, regia di Giorgio Simonelli (1954)
- Assi alla ribalta, regia di Ferdinando Baldi e Giorgio Cristallini (1954)
- Carosello del varietà, regia di Aldo Quinti e Aldo Bonaldi (1955)
- La moglie è uguale per tutti, regia di Giorgio Simonelli (1955)
- Moglie e buoi, regia di Leonardo De Mitri (1956)
- A sud niente di nuovo, regia di Giorgio Simonelli (1956)
- Mariti in città, regia di Luigi Comencini (1957)
- Italia piccola, regia di Mario Soldati (1957)
- Arrivano i dollari!, regia di Mario Costa (1957)
- Il terribile Teodoro, regia di Roberto Bianchi Montero (1958)
- Il bacio del sole (Don Vesuvio), regia di Siro Marcellini (1958)
- I prepotenti, regia di Mario Amendola (1958)
- Mogli pericolose, regia di Luigi Comencini (1958)
- Avventura a Capri, regia di Giuseppe Lipartiti (1958)
- Prepotenti più di prima, regia di Mario Mattoli (1959)
- Ferdinando Iº re di Napoli, regia di Gianni Franciolini (1959)
- Caravan petrol, regia di Mario Amendola (1960)
- Totòtruffa 62, regia di Camillo Mastrocinque (1961)
- Pesci d'oro e bikini d'argento, regia di Carlo Veo (1961)
- Che femmina!! e... che dollari!, regia di Giorgio Simonelli (1961)
- Lo smemorato di Collegno, regia di Sergio Corbucci (1962)
- Totò contro Maciste, regia di Fernando Cerchio (1962)
- I 4 monaci, regia di Carlo Ludovico Bragaglia (1962)
- Il giorno più corto, regia di Sergio Corbucci (1962)
- Il segugio, regia di Bernard-Roland (1962)
- Le massaggiatrici, regia di Lucio Fulci (1962)
- I due colonnelli, regia di Steno (1962)
- Totò contro i quattro, regia di Steno (1963)
- I quattro moschettieri, regia di Carlo Ludovico Bragaglia (1963)
- Il monaco di Monza, regia di Sergio Corbucci (1963)
- Uno strano tipo, regia di Lucio Fulci (1963)
- Napoleone a Firenze, regia di Piero Pierotti (1963)
- Una lacrima sul viso, regia di Ettore Maria Fizzarotti (1964)
- In ginocchio da te, regia di Ettore Maria Fizzarotti (1964)
- Se non avessi più te, regia di Ettore Maria Fizzarotti (1965)
- Non son degno di te, regia di Ettore Maria Fizzarotti (1965)
- Rita la zanzara, regia di Lina Wertmüller (1966)
- Perdono, regia di Ettore Maria Fizzarotti (1966)
- Nessuno mi può giudicare, regia di Ettore Maria Fizzarotti (1966)
- Mi vedrai tornare, regia di Ettore Maria Fizzarotti (1966)
- Dio, come ti amo!, regia di Miguel Iglesias (1966)
- Te lo leggo negli occhi, regia di Camillo Mastrocinque (1966)
- Stasera mi butto, regia di Ettore Maria Fizzarotti (1967)
- Il ragazzo che sapeva amare, regia di Enzo Dell'Aquila (1967)
- Franco, Ciccio e le vedove allegre, regia di Marino Girolami (1967)
- Nel sole, regia di Aldo Grimaldi (1967)
- Operazione ricchezza, regia di Vittorio Musy Glori (1967)
- Chimera, regia di Ettore Maria Fizzarotti (1968)
- L'oro del mondo, regia di Aldo Grimaldi (1968)
- Il ragazzo che sorride, regia di Aldo Grimaldi (1968)
- Totò story, registi vari (1968)
- Lisa dagli occhi blu, regia di Bruno Corbucci (1968)
- Il suo nome è Donna Rosa, regia di Ettore Maria Fizzarotti (1969)
- Pensando a te, regia di Aldo Grimaldi (1969)
- Mezzanotte d'amore, regia di Ettore Maria Fizzarotti (1970)
- Ninì Tirabusciò, la donna che inventò la mossa, regia di Marcello Fondato (1970)
- Venga a fare il soldato da noi, regia di Ettore Maria Fizzarotti (1971)
- Il sergente Rompiglioni, regia di Giuliano Biagetti (1973)

## Teatro
- Ma le rondini non sanno, rivista di Michele Galdieri (1945)
- Bello di papà, commedia in tre atti di Giuseppe Marotta e Belisario Randone, regia di Mario Ferrero, Teatro Valle, 6 marzo 1958.
- Virata di bordo, commedia in tre atti di Titina De Filippo, Teatro Eliseo (1960)

## Programmi radio Rai
- Capitan Fracassa, programma per le scuole di Michele Galdieri, trasmessa nel 1950.
- Il fiore all'occhiello, varietà del venerdì sera, regia di Riccardo Mantoni, trasmessa nel 1958.

## Programmi televisivi Rai
- Lui e lei, presentano Nino Taranto e Delia Scala, regia Vito Molinari, trasmessa il 19 giugno 1956.
- Noi e loro, regia di Vito Molinari, trasmessa nel 1962.
- Napoli contro tutti, regia di Piero Turchetti (1964)
- Io, Agata e tu, programma di varietà condotto insieme a Nino Ferrer (1970)
- Tarantinella, varietà, regia di Romolo Siena (1977)
- Taranto Story (1984)

## Prosa televisiva Rai
- Il padrino, commedia di Giuseppe Marotta, regia di Giuseppe De Martino, trasmessa il 4 ottobre 1962.
- Fine mese, commedia in tre atti di Paola Riccora, regia di Claudio Fino, trasmessa il 7 giugno 1963.
- La fucilazione di Pulcinella, regia di Gennaro Magliulo, trasmessa il 7 agosto 1973.
- Michele Settespiriti, regia di Giuseppe Di Martino, trasmessa nel 1964.

## Opere
- Nino Taranto, Nino Taranto. Una vita per Napoli. Autobiografia di un grande del palcoscenico, Prefazione di Maurizio De Giovanni, Homo Scrivens, 2019, ISBN 978-88-3278-118-2.